# Olympische Winterspiele 2018/Teilnehmer (Malaysia)
| Gelbes Symbol für Goldmedaillen mit stilisierten Olympischen Ringen | Graues Symbol für Silbermedaillen mit stilisierten Olympischen Ringen | Braundes Symbol für Bronzemedaillen mit stilisierten Olympischen Ringen |
| ------------------------------------------------------------------- | --------------------------------------------------------------------- | ----------------------------------------------------------------------- |
| —                                                                   | —                                                                     | —                                                                       |

Bei den Olympischen Winterspielen 2018 nahm Malaysia mit zwei Athleten in zwei Disziplinen teil. Es war die erste Teilnahme Malaysias bei Olympischen Winterspielen. Fahnenträger bei der Eröffnungsfeier war Julian Zhi Jie Yee.

## Teilnehmer nach Sportarten

### Eiskunstlauf
| Athleten           | Wettbewerbe | Kurzprogramm/-tanz | Kurzprogramm/-tanz | Kür/Kürtanz        | Kür/Kürtanz        | Gesamt | Gesamt |
| Athleten           | Wettbewerbe | Punkte             | Rang               | Punkte             | Rang               | Punkte | Rang   |
| ------------------ | ----------- | ------------------ | ------------------ | ------------------ | ------------------ | ------ | ------ |
| Männer             |             |                    |                    |                    |                    |        |        |
| Julian Zhi Jie Yee | Einzel      | 73,58              | 25                 | Kür nicht erreicht | Kür nicht erreicht | 73,58  | 25     |

### Ski Alpin
| Athleten     | Wettbewerbe | 1. Lauf | 2. Lauf       | Gesamt        | Gesamt        |
| Athleten     | Wettbewerbe | Zeit    | Zeit          | Zeit          | Rang          |
| ------------ | ----------- | ------- | ------------- | ------------- | ------------- |
| Männer       |             |         |               |               |               |
| Jeffrey Webb | Slalom      | DNF     | ausgeschieden | ausgeschieden | ausgeschieden |